# گری موهرن
گری موهرن (انگلیسی: Gerrie Mühren; ۲ فوریهٔ ۱۹۴۶ – ۱۹ سپتامبر ۲۰۱۳) بازیکن فوتبال اهل هلند بود که در پست هافبک بازی می‌کرد.
وی همچنین در تیم ملی فوتبال هلند بازی کرده‌است.